# Saurita latens
Saurita latens är en fjärilsart som beskrevs av William Schaus 1911. Saurita latens ingår i släktet Saurita och familjen björnspinnare. Inga underarter finns listade.